# فيليب غرينفيل مان
فيليب غرينفيل مان (بالإنجليزية: Phillip Grenville Mann)‏ هو كاتب أسترالي، ولد في 1921، وتوفي في 1990.

## وصلات خارجية
- فيليب غرينفيل مان على موقع IMDb (الإنجليزية)